# Mysz południowa
Mysz południowa (Mus spicilegus) – gatunek gryzonia z rodziny myszowatych (Muridae), występujący w południowo-wschodniej Europie.

## Klasyfikacja
Gatunek ten opisał naukowo S.J. Petényi w 1882 roku. Należy do podrodzaju nominatywnego Mus. Wprawdzie europejskie myszy budujące kopce opisano wcześniej jako Mus hortulanus, jednak holotyp tego gatunku okazał się być przedstawicielem myszy domowej (M. musculus), w związku z czym opis Petényiego okazał się najstarszym. Mysz południowa tworzy klad z myszą domową, myszą śródziemnomorską (M. spretus) i myszą macedońską (M. macedonicus), odrębny od gatunków azjatyckich. Badania genetyczne sugerują, że gatunek wyewoluował pomiędzy środkowym a późnym plejstocenem w pobliżu Morza Czarnego, przypuszczalnie w delcie Dunaju i że będąc tak silnie związanym ze środowiskiem przekształconym przez człowieka, mógł rozprzestrzenić się dopiero w neolicie lub nawet później.

## Morfologia
Długość ciała (bez ogona) 55–93 mm, długość ogona 50–70 mm, długość ucha 9–14 mm, długość tylnej stopy 14–17,5 mm; masa ciała 9–20 g.

## Biologia
Myszy południowe żyją na obszarze od wschodniej granicy Austrii do południowo-zachodniego krańca Rosji, na wschodniej Ukrainie, Słowacji, Węgrzech, w Mołdawii i Rumunii, w Bułgarii i Serbii po Bośnię, a także w odizolowanym obszarze wybrzeża Adriatyku (w Czarnogórze, Albanii i Grecji). Adriatycka subpopulacja jest znana z trzech odizolowanych siedlisk. Mysz południowa żyje od poziomu morza do wysokości 200 m n.p.m. Występuje na terenach stepowych, pastwiskach i polach uprawnych, w sadach, na skraju lasu i polanach. Unika lasów i osiedli ludzkich.

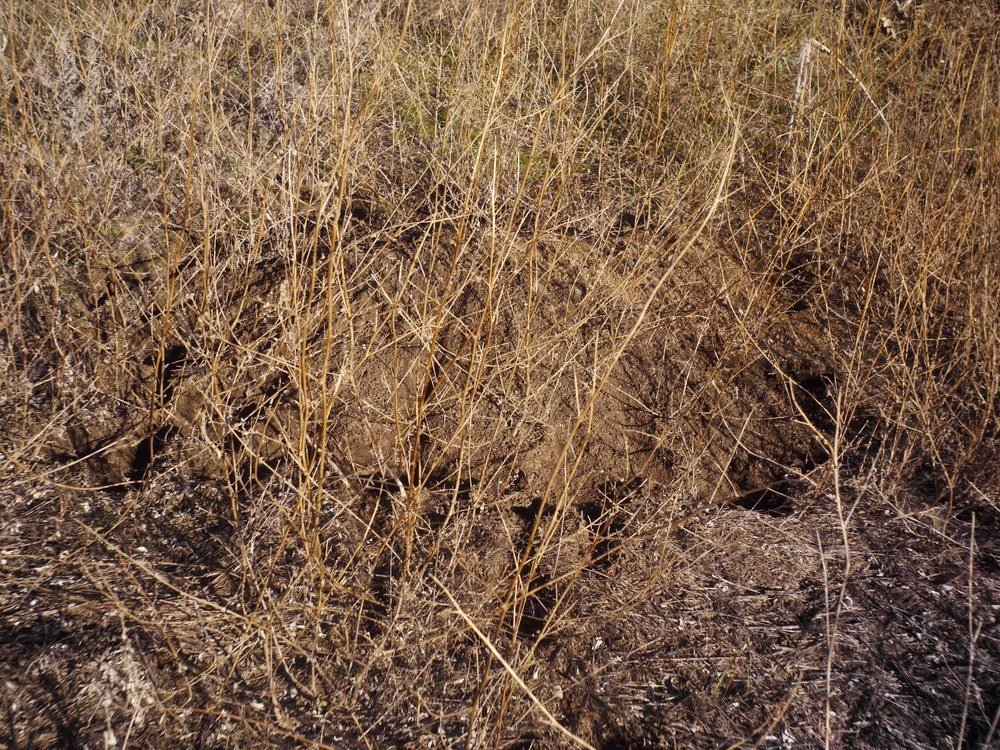
Kopiec myszy południowej

Gryzonie te żywią się ziarnami i nasionami, które magazynują na zimę. W tym celu grupy liczące od 4 do 14 myszy (typowo 5–6 myszy) budują ponad komorą mieszkalną przykryty ziemią kopiec, zdolny pomieścić do 10 kg ziarna i osiągnąć średnicę do 400 cm (typowo 100–200 cm). Zazwyczaj spotyka się od 1 do 20 takich kopców na hektar, choć miejscami ich liczba może dochodzić do 60–100 na hektar.

## Populacja
Mysz południowa ma szeroki obszar występowania, populacja w sprzyjającym środowisku może być liczna, jednak generalnie wykazuje tendencję spadkową, choć nie dość szybką, aby uznać gatunek za zagrożony. Prawdopodobną przyczyną spadku liczebności jest utrata dostępnych środowisk stepowych. Występuje w obszarach chronionych, ale w Rumunii jest uznawana za szkodnika zbóż. Mysz południowa jest uznawana za gatunek najmniejszej troski, lecz zalecane jest monitorowanie populacji.